# Udine
Udine (tal. Udine, fur. Udin, slo. Videm) grad je u sjevernoj Italiji. Središte je istoimenog okruga Udine i drugi je grad po važnosti u talijanskoj pokrajini Furlanija-Julijska krajina. U gradu se govore talijanski jezik i furlanski jezik. Razvijena je industrija namještaja i metalna industrija.

## Zemljopis i klima
Nalazi se u krajnje sjeveroistočnom dijelu Italije, 20 km zapadno od državne granice sa Slovenijom. Od glavnog talijanskog grada Rima, udaljen 650 km, a od sjedišta pokrajine, Trsta 75 km.
Grad se razvio na mjestu gdje završava Padska nizina na istoku te na mjestu izdizanja krajolika iz ravnice prema prvim brdima Alpa, koji se nalaze sjeverno od grada.
Klima u Udinama je sredozemna klima sa značajnih utjecajem s kontinentalnog sjevera. Stoga su zime oštrije, a ljeta blaža nego u drugim dijelovima Italije. Ovaj sudar klima očitava se i u veoma jakim vjetrovima (bura). U blizini protiče rijeka Tagliamento, a Jadransko more nalazi se 50 km južno od grada.

## Povijest
Obližnji prostor naseljen je još u doba prapovijesti. Kasnije se ovdje naseljavaju Iliri, a 177. pr. Kr. prostor osvajaju Rimljani. Nalazio se na važnoj rimskoj prometnici Via Julia Augusta. Kasnije grad pripada Bizantu, zatim Franačkoj državi, pa zatim njenim nasljednicima. Grad se 983. prvi put spominje pod današnjim imenom, a 1223. g. dobiva prava sajmišta. 
Pada u ruke Mletačke Republike 1420. i tako ostaje sve do pada Mletačke Republike 1797. g. Jedno vrijeme grad je bio drugi po veličini u državi. Poslije toga grad pada pod utjecaj Habsburške monarhije, da bi 1866. g. bio priključen novoosnovanoj Kraljevini Italiji.
Udine je imalo značajnu ulogu tijekom Prvog svjetskog rata, kada je poslije Bitke kod Kobarida bilo jedini značajniji okupiran grad u državi. U Drugom svjetskom ratu grad nije značajnije stradao.

## Kultura i sport
Ima očuvanu staru gradsku jezgru s katedralom, nizom crkava, palača i gradskih zdanja. U gradu se nalazi sveučilište, cijenjena kazališta i muzeji s vrijednim umjetničkim slikama (Biskupska palača i Museo Civico). Nogometni klub Udinese, godinama igra u prvoj talijanskoj ligi, a domaće utakmice igra na stadionu Stadio Friuli. 

### Znamenitosti
Crkva sv. Marije od Castella (Santa Maria di Castello) je vjerojatno najstarija u Udineu, a po nekim sačuvanim fragmentima zaključuje se da je podignuta tijekom Langobardske vlasti. Tlocrtno, to je bazilika latinskog križa s tri broda i kapelama sa strana. Ona je izgubila katedralni status 1263. godine kad je izgrađena veća, Santa Maria Maggiore ("Velike Gospe") koja je postala katedrala. To je tipična trobrodna bazilika, koja je renovirana više puta tokom vijekova.  je potpuno obnovljeno Mletački upravitelj, Tommaso Lippomano, je dao potpuno obnoviti njezino glavno pročelje (npr. portik sa stubama 1487.) u stilu venecijanske gotike nakon katastrofalnog potresa 1511. god. početkom 18. stoljeća radikalno je izmijenjen njen vanjski i unutrašnji izgled po želji i na račun obitelji Manin. Crkva je barokizirana radovima Tiepola, Amaltea i Ludovica Dorignya. U prizemlju zvonika podignutog 1441. godine, na mjestu starije krstionice, nalazi se kapela potpuno oslikana freskama renesansnog slikara da Bologne.
Staru rezidenciju patrijarha iz Akvileje, Palazzo Patriarcale, izgradio je Giovanni Fontana 1517. godine na mjestu starije koja je stradala u potresu 1511. god. Tijekom austrijske vlasti služila je kao zatvor. 
Crkva Santa Maria della Purità ("Čiste Gospe") posjeduje freske Giambattista Tiepola i njegova sina Domenica iz 18. stoljeća.
Na glavnom gradskom Trgu slobode (Piazza della Libertà) stoji lijepa Lionelova lodža (Loggia del Lionello) podignuta od 1448. – 1457. u stilu venecijanske gotike. Nasuprot njoj stoji toranj sa satom, Torre dell’Orologio, koji u mnogo čemu podsjeća na onaj venecijanski istog naziva na Trgu svetog Marka. Podignut je 1448. godine po projektu Bartolomea delle Cisterne, a satni mehanizam napravio je lokalni zlatar Nicolò Lionello. Ponovno je zidan 1876. godine nakon požara, po projektu arhitekta Andrea Scale. 
Nasuprot Loggia del Lionello stoji Lodža sv. Ivana (Loggia di San Giovanni), renesansna građevina koju je projektirao Bernardino da Morcote. U sredini trga sještena je fontana bergamskog arhitekta Giovannija Carrare iz 1542. i tri masivna stupa na vrhu kojih su Venecijanski lav, kip Pravde (1614.), i kipovi Herkula, Kaka i Mira (1819.) koje je Udinama poklonio car Franjo I. kao uspomenu na potpisivanje Mira u Campo Formiju.
Iznad povijesnog središta Udinea, an brdu visokom 138 m, nalazi se mletački Dvorac Udine izgrađen 1517. god. iznad starije langobardske fortifikacije porušene u potresu 1511. god. Sadašnji renesansni ulaz u dvorac, rezultat je kasnije intervencije Giovannija da Udinea iz 1547. god. U dvorcu se nalazi jedna od najstarijih dvorana za zasjedanje u Europi.

## Stanovništvo
Udine je 2008., imao malo manje od 100.000 stanovnika, ali s predgrađima oko 175.000 stanovnika. Talijani čine 91% stanovnika, od kojih i značajan broj talijaniziranih Slovenaca koji imaju svoju autonomnu zajednicu. Ostalih 6% su doseljenici, najviše iz Austrije i Hrvatske (5,37%), te iz sub-saharske Afrike, uglavnom iz Gane (1,65%)i sjeverne Afrike (0,77%). 

### Slavni stanovnici
| - Afro Basaldella, slikar - Enzo Bearzot, trener talijanske reprezentacije - Raimondo D'Aronco, arhitekt - Giovanni da Udine, renesansni slikar - Ernesto Lomasti, alpinist - Tina Modotti, fotograf | - Bruno Pizzul, sportski novinar - Bruno Sacco, dizajner (Mercedes-Benz) - Luigi Pio Tessitori, Indolog i lingvističar - Dino Zoff, nogometaš i trener - José Bragato, ćelist i skladatelj - Alessandro Zanni, igrač ragbija |

## Gradovi prijatelji
| - Albacete, Španjolska - Dilijan, Armenija - Esslingen am Neckar, Njemačka - Maribor, Slovenija - Neath Port Talbot, Ujedinjeno Kraljevstvo - Norrköping, Švedska | - Resistencia, Argentina - Schiedam, Nizozemska - Vienne, Francuska - Villach, Austrija - Windsor, Kanada |

## Vanjske poveznice
- Udine karta i vremenska prognoza  Arhivirana inačica izvorne stranice od 2. travnja 2016. (Wayback Machine)
- Udine Web kamera
- Udine 3D  Arhivirana inačica izvorne stranice od 23. rujna 2018. (Wayback Machine)